# 巴彦高勒镇 (扎赉特旗)
巴彦高勒镇，是中华人民共和国内蒙古自治区兴安盟扎赉特旗下辖的一个乡镇级行政单位。

## 行政区划
巴彦高勒镇下辖以下地区：
巴彦高勒村、胜利村、二龙涛村、永胜村、常胜村、团发村、四方城村、石头井子村、永合村、永发村、凤凰山村、阿贵吐村、巨力河村、模范屯村、长山村、水泉村、前进村、古城村、向阳村、兴胜村、和平村、兴隆村、建设村、二龙村和冒山村。